# Бураково (Тейковский район)
Бураково — деревня в Тейковском районе Ивановской области. Входит в состав Новолеушинского сельского поселения.

## География
Находится в юго-западной части Ивановской области на расстоянии приблизительно 4 км на восток-юго-восток по прямой от районного центра города Тейково.

## История
Деревня уже была известна в 1850 году. В 1859 году здесь (тогда деревня в составе Ковровского уезда Владимирской губернии) был учтен 21 двор.

## Население
Постоянное население составляло 140 человек (1859 год), 57 в 2002 году (русские 79 %), 21 в 2010.